# جیانا مایکلز
جیانا مایکلز (به انگلیسی: Gianna Michaels) بازیگر فیلم‌های پورنوی آمریکایی، در ۶ ژوئن ۱۹۸۳ در شهر سیاتل، واشینگتن، ایالت واشینگتن به دنیا آمد.
اولین شغل او کار کردن در پیتزا فروشی بوده و پس از آن با شروع مدلینگ، مقدمهٔ ورودش به حرفهٔ پورنوگرافی را فراهم کرد. وی از زمان شروع به کار تا کنون در ۴۴۰ فیلم بازی کرده است.

## حرفه
اولین شغل وی در یک رستوران در سیاتل با نام Dick's Drive-In بود. مایکلز با نزدیک شدن به حرفه مدلینگ، سرانجام این پیشه را با این فکر که اگر آن را دوست نداشت، می‌تواند دست از این کار بکشد، امتحان کرد. کار وی به عنوان مدل سرانجام از عکس‌های برهنه و پورنوگرافی سر درآورد. مایکلز با نام‌های بکی و جیانا رزی نیز در فیلم‌های پورنوگرافی شرکت داشته‌است.
این ستارهٔ پورنو به سرعت پیشرفت کرد. مایکل برای اولین بار در فیلم‌های متعددی که برای شرکت بنگ‌باس، بازی کرد محبوب شد. او در سال ۲۰۰۵ و ۲۰۰۶ در هر سایت بزرگ پورنو ظاهر شد و دی وی دی‌های او در ژانرهای مختلف منتشر شد.
مایکلز اولین صحنه آمیزش جنسی مقعدی خود را در کون‌های خیس بزرگ ۱۵ برای الگنت انجل انجام داد که در۳۰ جوئن ۲۰۰۹ منتشر شد. وی همچنین چندین نقش کمیو در فیلم‌هایی همچون پیرانا سه‌بعدی در سال ۲۰۱۰، LOOK: The Series و ویدئوی کاری انجام بده از دایم دف را انجام داده‌است.
در ژانویهٔ ۲۰۱۰ شایعه‌ای شده بود که وی از حرفهٔ خود بازنشسته شده ولی پس از آن در صفحهٔ توئیتر خود اعلام کرد که فقط به کمی استراحت احتیاج داشته‌است.
جیانا در سال ۲۰۱۰، در قسمت کوچکی از فیلم ترسناک پیرانا سه‌بعدی، به همراه اشلین بروک حضوری افتخاری داشت.

## جوایز
جایزه ای‌وی‌ان ۲۰۰۷ – بهترین صحنه سکس گروهی، ویدئو – یک صحنه سکس ۱۲ نفره در Fashionistas Safado: The Challenge

جایزه حوری FICEB، سال ۲۰۰۷ – بیشترین سکس دنباله دار – یک صحنه سکس ۱۲ نفره در Fashionistas Safado

جایزه XRCO، سال ۲۰۰۷ – بهترین Chemistry روی صفحه – Fashionistas Safado

جایزه AVN ۲۰۰۸ – جایزه ستاره گمنام کوچک سال

جایزه AVN ۲۰۰۸ – بهترین صحنه سکس در یک تولید خارجی – یک صحنه ۱۰ نفره در Furious Fuckers Final Race

جایزه AVN ۲۰۰۸ – بهترین نشر تمام دارای سکس – ج برای جیانا

جایزه 2010 AVN- بهترین صحنه Anal Sex
جایزه Urban X، سال ۲۰۱۱ – بهترین صحنه سکس سه طرفه – Sophie Dee's 3 Ways (به همراه سوفی دی و جاستین لانگ)

جایزه طرفداران، Exxxotica، سال ۲۰۱۳ – با ارزش‌ترین مهبل (بازیگر زن سال)